# Лясково (Старозагорська область)
Ля́сково (болг. Лясково) — село в Старозагорській області Болгарії. Входить до складу общини Стара Загора.

## Населення
За даними перепису населення 2011 року у селі проживали 159 осіб.
Національний склад населення села:
| Національність   | Кількість осіб | Відсоток |
| ---------------- | -------------- | -------- |
| болгари          | 151            | 96,2%    |
| цигани           | 5              | 3,2%     |
| Всього відповіли | 157            |          |

Розподіл населення за віком у 2011 році:
Динаміка населення: